# جاکوپو سانسووینو
 جاکوپو سانسووینو (انگلیسی: Jacopo Sansovino؛ ۲ ژوئیهٔ ۱۴۸۶ – ۲۷ نوامبر ۱۵۷۰) یک معمار، و مجسمه‌ساز اهل ایتالیا بود که در سبک شیوه گری(منریسم) فعالیت داشته است.